# Ле Бурже (міжнародний авіасалон)

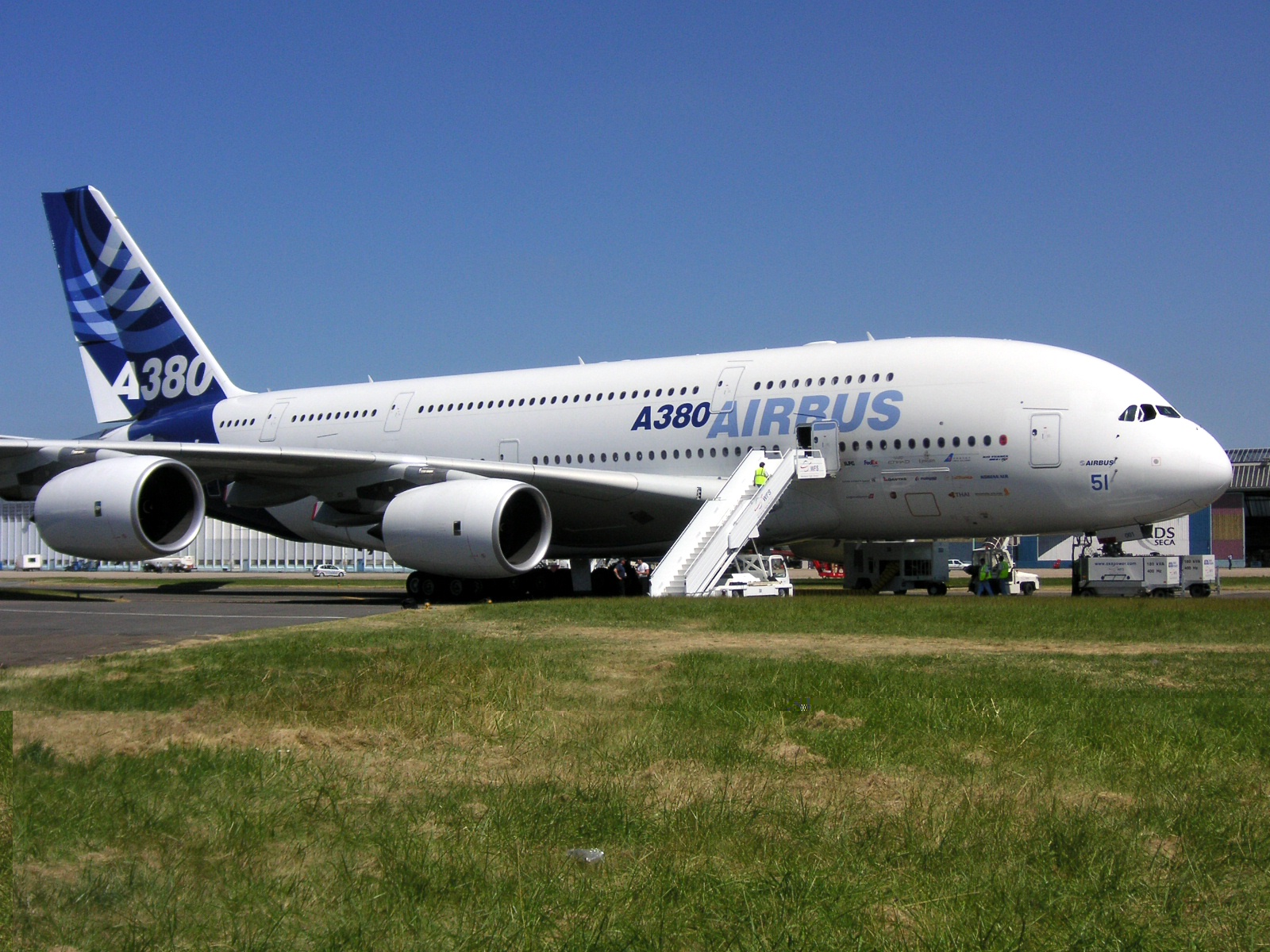
Airbus A380 на авіасалоні 2005 року

Пари́зький авіасало́н в Ле-Бурже́ (або просто Авіасалон Ле-Бурже, фр. Salon International de l’Aéronautique et de l’Espace — або просто  фр. «Salon du  Bourget»; коди: LBG / LFPB, 48°56′59″ пн. ш. 02°25′56″ сх. д. / 48.94972° пн. ш. 2.43222° сх. д.) — один із найбільших авіасалонів у світі, проходить раз на два роки в аеропорту Ле-Бурже (12 км на північний схід від Парижа).

## Історія
У 1908 році Ґюстав Рівс, який був організатором автомобільної виставки в Ґран-Палас, запропонував провести також виставку авіації. Ідея була вчасною, і вже у 1909 році в Парижі відбулося перше авіашоу. Традиція проводити виставку раз на два роки остаточно встановилася в 1924 році.
У 1951 році авіасалон перенесли в аеропорт Ле-Бурже поблизу Парижа. Всесвітнє визнання прийшло до авіавиставки у 50–60-х роках ХХ ст..

## Статистика
| № п/п | Дата                  | Країн                                          | Експонатів | Літаків     | Відвідувачів    | Події |
| ----- | --------------------- | ---------------------------------------------- | ---------- | ----------- | --------------- | --- |
| 1     | 1909                  | —                                              | 380        | —           | —               | — |
| …     | —                     | —                                              | —          | —           | —               | — |
| 15    | 13–29 листопада, 1936 | 6 – представили літаки 5 – представили двигуни | —          | 57 без СРСР | —               | Представлено літак Koolhoven FK-55 — найшвидший на той час |
| …     | —                     | —                                              | —          | —           | —               | — |
| 44    | 17–24 червня, 2001    | —                                              | —          | —           | —               | — |
| 45    | 15–20 червня, 2003    | 41                                             | 1 728      | 202         | 237.358         | |
| 46    | 13–19 червня, 2005    | 42                                             | 1 926      | 238         | —               | |
| 47    | 18–24 червня, 2007    | 41                                             | 1 997      | 140         | близько 300.000 | |
| 48    | 15–21 червня, 2009    | 46                                             | 1 982      | 142         | 380.000         | |
| 49    | 20–26 червня, 2011    | 45                                             | 2 113      | 160         | > 350.000       | Україна вперше представила новий близькомагістральний пасажирський літак Ан-158 |
| 50    | 17–23 червня, 2013    |                                                |            |             |                 | Україна представила близькомагістральний пасажирський літак Ан-158 та багатоцільовий транспортний літак Ан-70                                                                        |
| 51    | 15–21 червня, 2015    |                                                |            |             |                 | Україна вперше представила новий багатоцільовий літак Ан-178 |
| 52    | 19–25 червня, 2017    |                                                |            |             |                 | Україна вперше представила новий середньомагістральний вантажний літак Ан-132D |
| 53    | 17–23 червня, 2019    |                                                |            |             |                 | Однією з головних тем 53-го авіасалону стали електричні літальні апарати. Туреччина показала макет винищувача п'ятого покоління, а Німеччина з Францією - шостого                    |
| 54    | 19–25 червня, 2023    |                                                |            |             |                 | Попередній авіасалон мав відбутися у 2021 році, але був скасований через пандемію коронавірусу. Україна обмежилася присутністю на авіасалоні деяких посадовців та аерокосмічних фірм |
| 55    | 16–22 червня, 2025    |                                                |            |             |                 | У виставці взяли участь понад 2400 компаній із 48 країн світу, які представили найновіші продукти й технології в галузі авіації та оборонної промисловості                           |

## Події
- 15 червня 1965 року розбився американський літак B-58 Hustler, загинув один з трьох членів екіпажу.
- 3 червня 1973 року під час демонстраційного польоту розбився радянський літак Ту-144, загинули всі шість членів екіпажу.